# Orde van de Republiek (Tunesië)

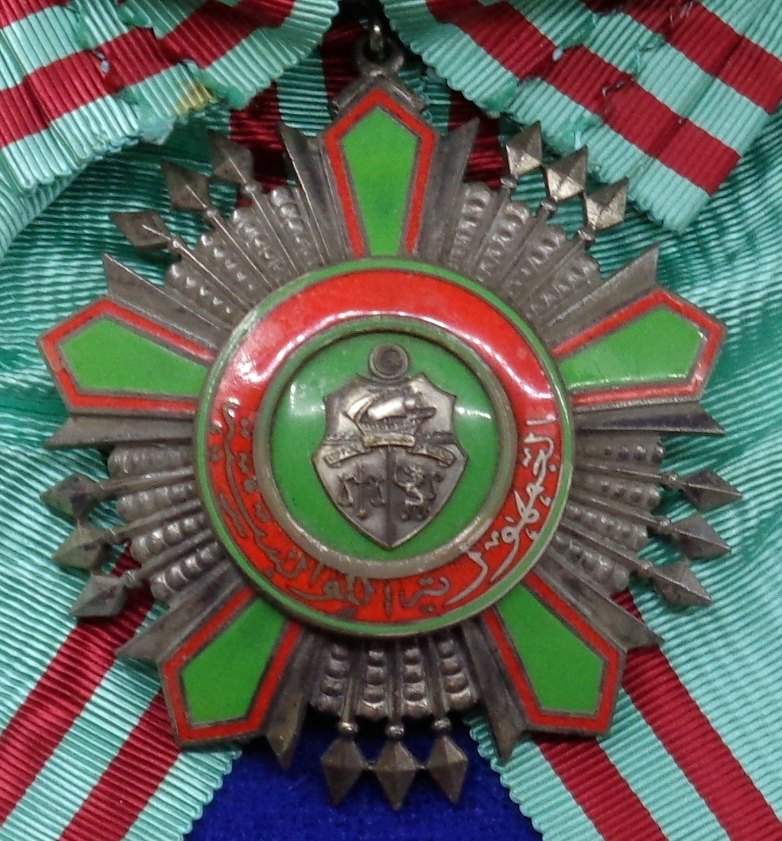
Het Grootkruis van de Orde van de Republiek.

De Orde van de Republiek, in het Arabisch "Nishan al-Al-joumhouriyya", werd op 16 maart 1959 door de zojuist uitgeroepen Republiek Tunesië ingesteld.
De monarchie was afgeschaft en de ridderorden van de koning werden opgeheven.
De orde heeft de gebruikelijke vijf graden.
- Grootlint
- Grootofficier
- Commandeur
- Officier
- Ridder

Het kleinood is een ster met vijf armen in de vorm van groene vijfhoeken met rode randen. In het centrale groene medaillon met rode ring is het gouden wapen van de nieuwe republiek geplaatst. Tussen de vijf armen steken vijf maal drie gouden speren.
Er zijn twee modellen bekend.
Het lint is wit met brede groene randen waarop smalle rode strepen.

## Decorati
- Mohammed VI van Marokko, (keten)